# Jozef Tilborghs
Josephus (Jozef) Tilborghs (Nieuwmoer, 28 september 1830 - aldaar, 27 februari 1910) was een Belgisch organist, componist en muziekpedagoog. Hij wordt gerekend onder de voornaamste grondleggers van de moderne Belgische orgelschool.

## Levensloop
Hij was zoon van handwerker Petrus Tilborghs en Catharina Vervoort. Na zijn eerste muzieklessen te hebben gekregen van meester De Backer, onderwijzer in Nieuwmoer (gemeente Kalmthout), trok Tilborghs naar de Rijksnormaalschool in Lier. Hij werd er aangemoedigd om zijn muzikale kwaliteiten verder te ontwikkelen. In 1850 behaalde hij het diploma van onderwijzer en schreef hij zich in aan het Koninklijk Conservatorium Brussel, waar hij in de leer ging bij Jacques-Nicolas Lemmens en bij François-Joseph Fétis. Hij behaalde er een eerste prijs orgel en een eerste prijs contrapunt en compositieleer.
Hij werd muziekleraar aan de Rijksnormaalschool in Lier (1855-1881). Hij bleef ook verbonden (1861-1869) aan het Koninklijk conservatorium in Brussel, waar hij Lemmens verving wanneer die op concertreis was. In 1871 werd hij leraar orgel en gregoriaans aan het Koninklijk Conservatorium Gent. Hij leidde er heel wat musici op, onder wie Adolf D'Hulst, Oscar Depuydt, Arthur De Hovre, Remi Ghesquiere, Ernest Brengier, Cyriel Van den Abeele, Jaak Opsomer en Emiel Hullebroeck.
In 1881 werd hij aangeworven door Peter Benoit als leraar contrapunt en fuga in de Vlaamsche Muziekschool in Antwerpen, ook nadat deze bevorderde tot Koninklijk Conservatorium Antwerpen. Hij vormde er onder meer Lodewijk Mortelmans, Julien Schrey, Lodewijk Ontrop, Flor Alpaerts en Karel Candael. 
In 1902 ging hij met pensioen en werd in Antwerpen opgevolgd door Lodewijk Mortelmans. Tilborghs genoot ook faam als orgeldeskundige en adviseur. Zo gaf hij advies voor de nieuwe orgels in de abdijkerk van Averbode en in de parochiekerk van Kalmthout.

## Composities
Als componist beoefende Tilborghs vooral orgelmuziek en koorwerk. Het waren vlotte muziekstukken, zonder grote moeilijkheden, die opvielen door hun klare opbouw en harmonische kwaliteiten. Ze werden hoofdzakelijk gepubliceerd door de muziekuitgevers Muraille in Luik en Cranz in Brussel. 
- Quatre morceaux classiques pour orgue
- Scherzo pour orgue
- 25 préludes pour orgue ou harmonium
- 12 morceaux pour orgue ou harmonium
- Tantum ergo voor drie stemmen
- Ave verum corpus voor drie stemmen
- Kerstlied uit de 16e eeuw
- Ave Maria voor drie stemmen
- Miserere mei Deus voor zang en orgel
- Kerkhofbloempje
- Cantate voor de vijftigste verjaardag van de normaalschool in Lier